# امستجان

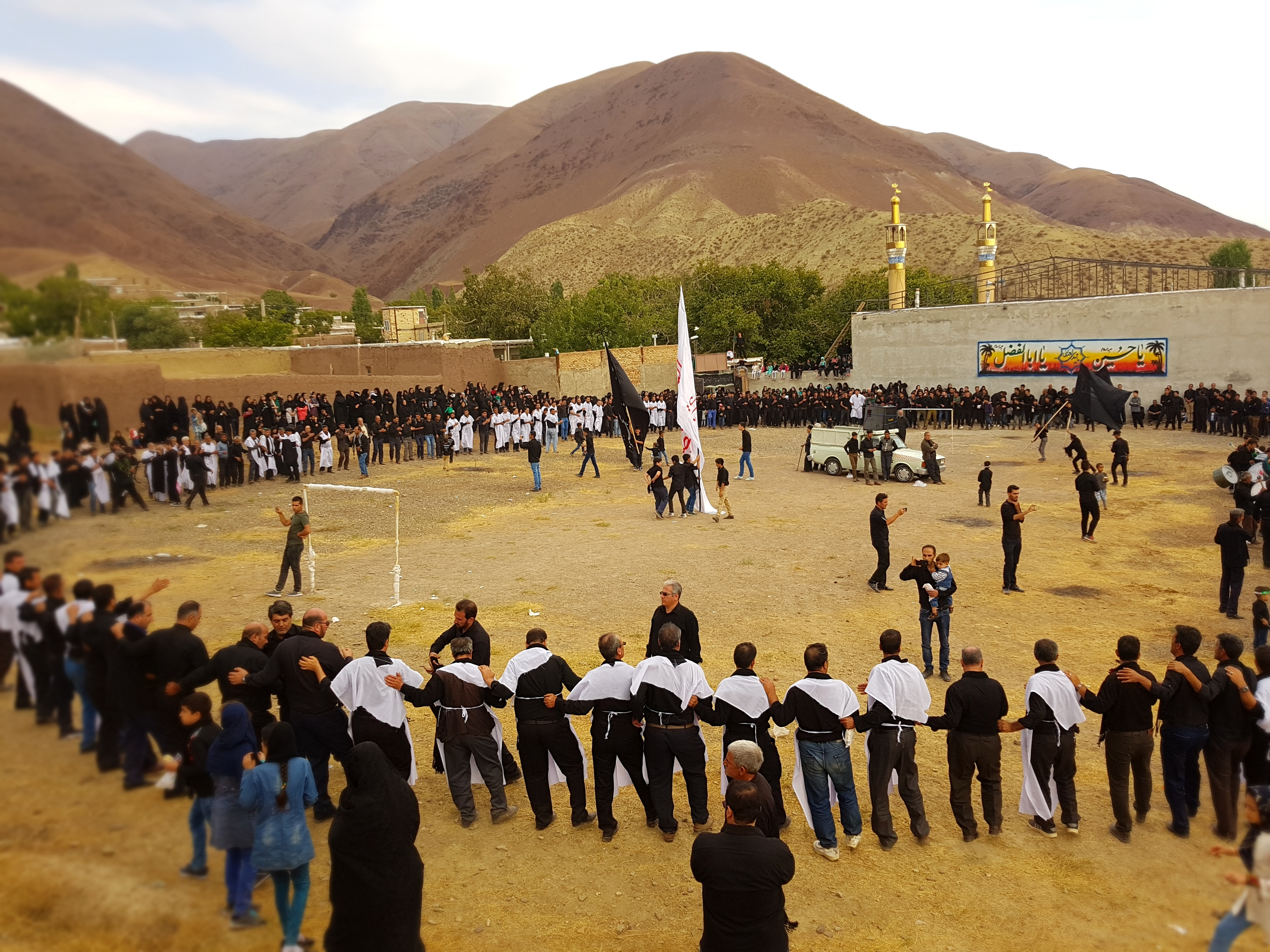
مراسم محرم در روستای امستجان در مدرسه ابراهیمی امستجان

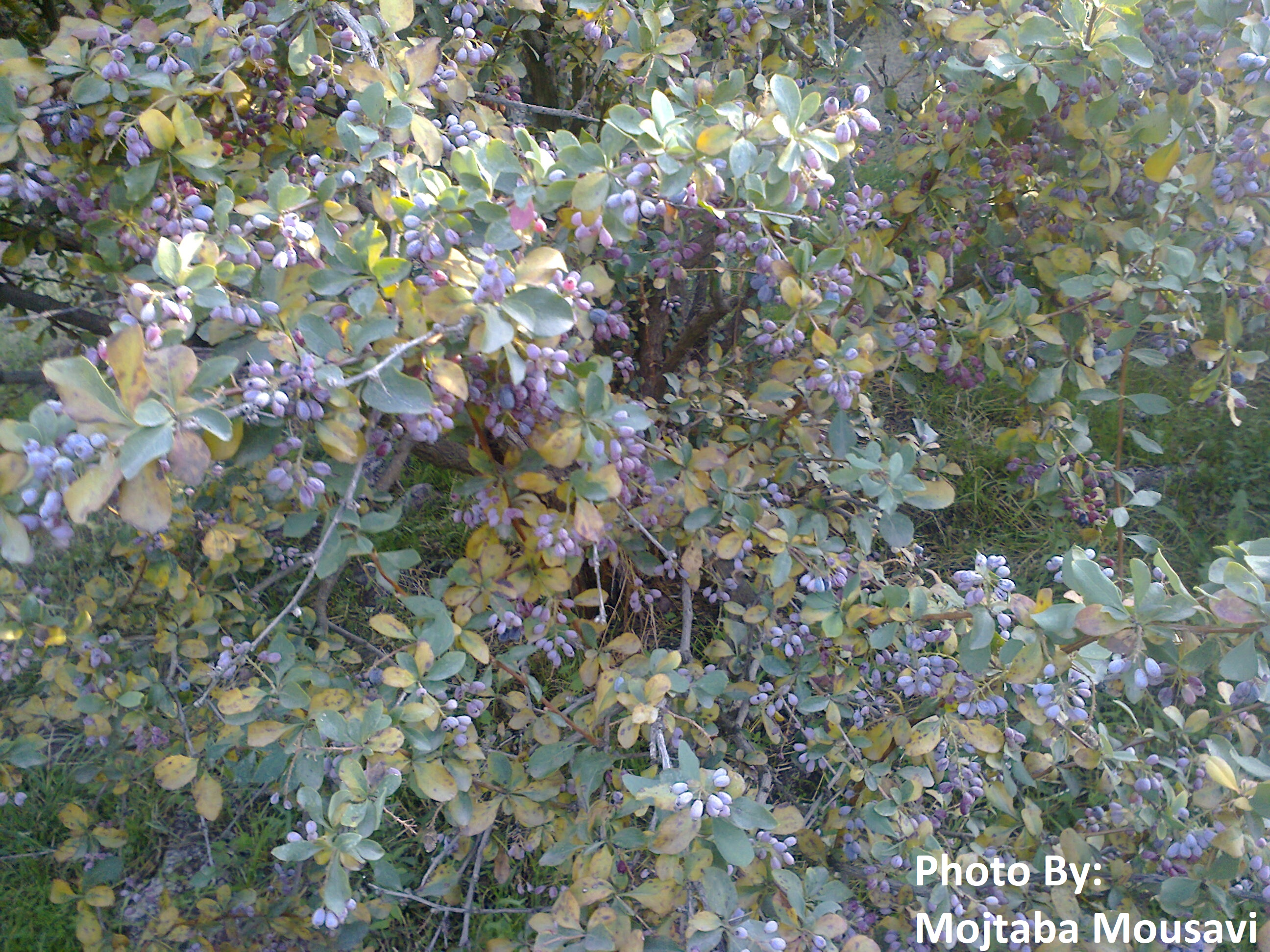
درختان زرشک در روستای امستجان

امستجان یکی از روستاهای استان آذربایجان شرقی است که در دهستان چهرگان بخش تسوج شهرستان شبستر واقع شده‌است. شغل اصلی مردم این روستا کشاورزی، باغبانی و دامداری است.
این روستا در ضلع شمالی دریاچه ارومیه در دامنه کوه میشو واقع شده و در حدود ۷ کیلومتر از شهر تسوج فاصله دارد. روستای امستجان از شمال با روستاها و شهرهای شهرستان مرند، از جنوب با شهر تسوج و دریاچه ارومیه، از شرق با روستای انگشتجان و از غرب با دهستان چهرگان همسایه می‌باشد.

### محصولات

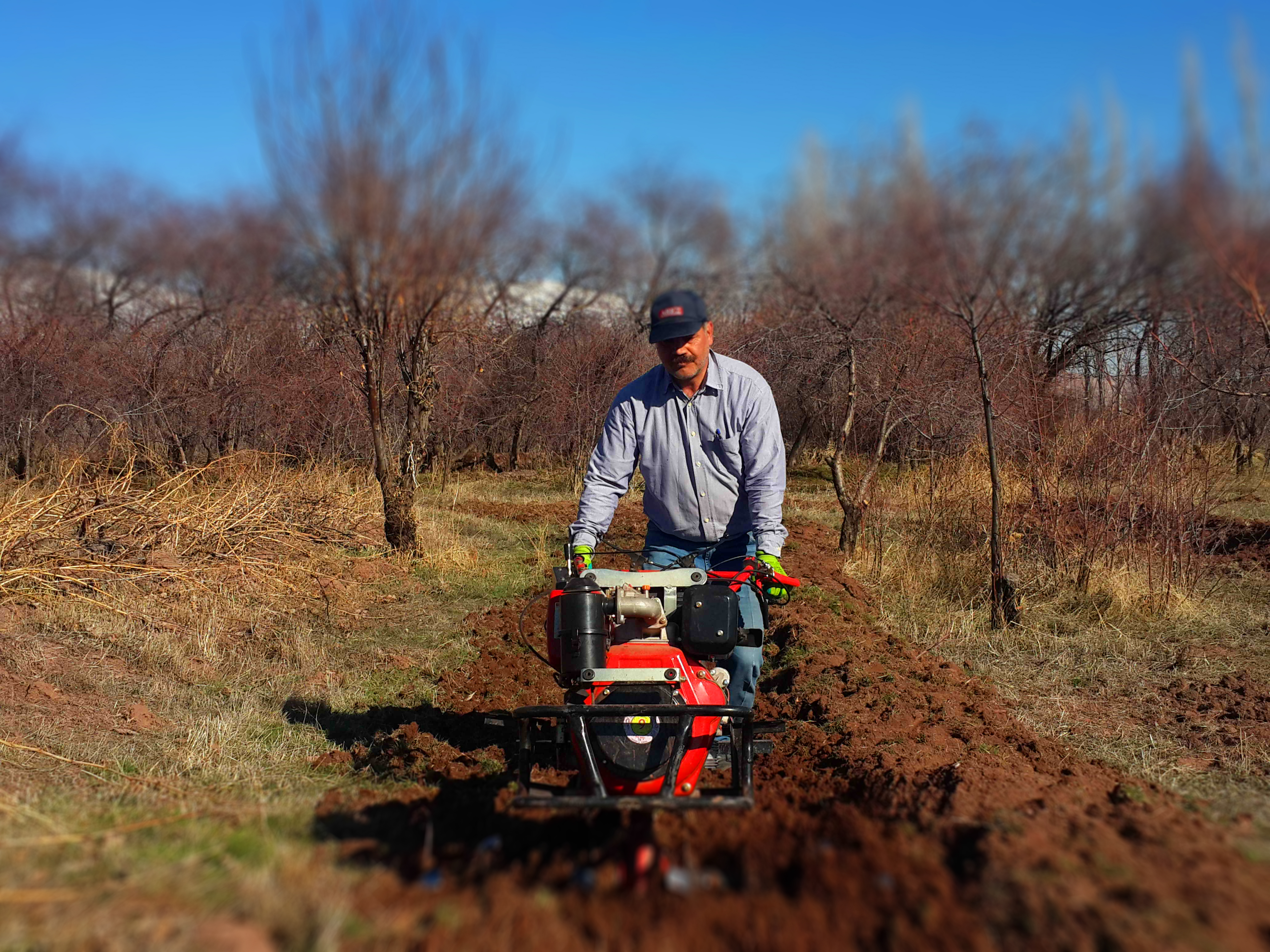
کار با ماشین آلات کشاورزی در روستای امستجان

روستای امستجان دارای محصولات کشاورزی زیر می‌باشد:

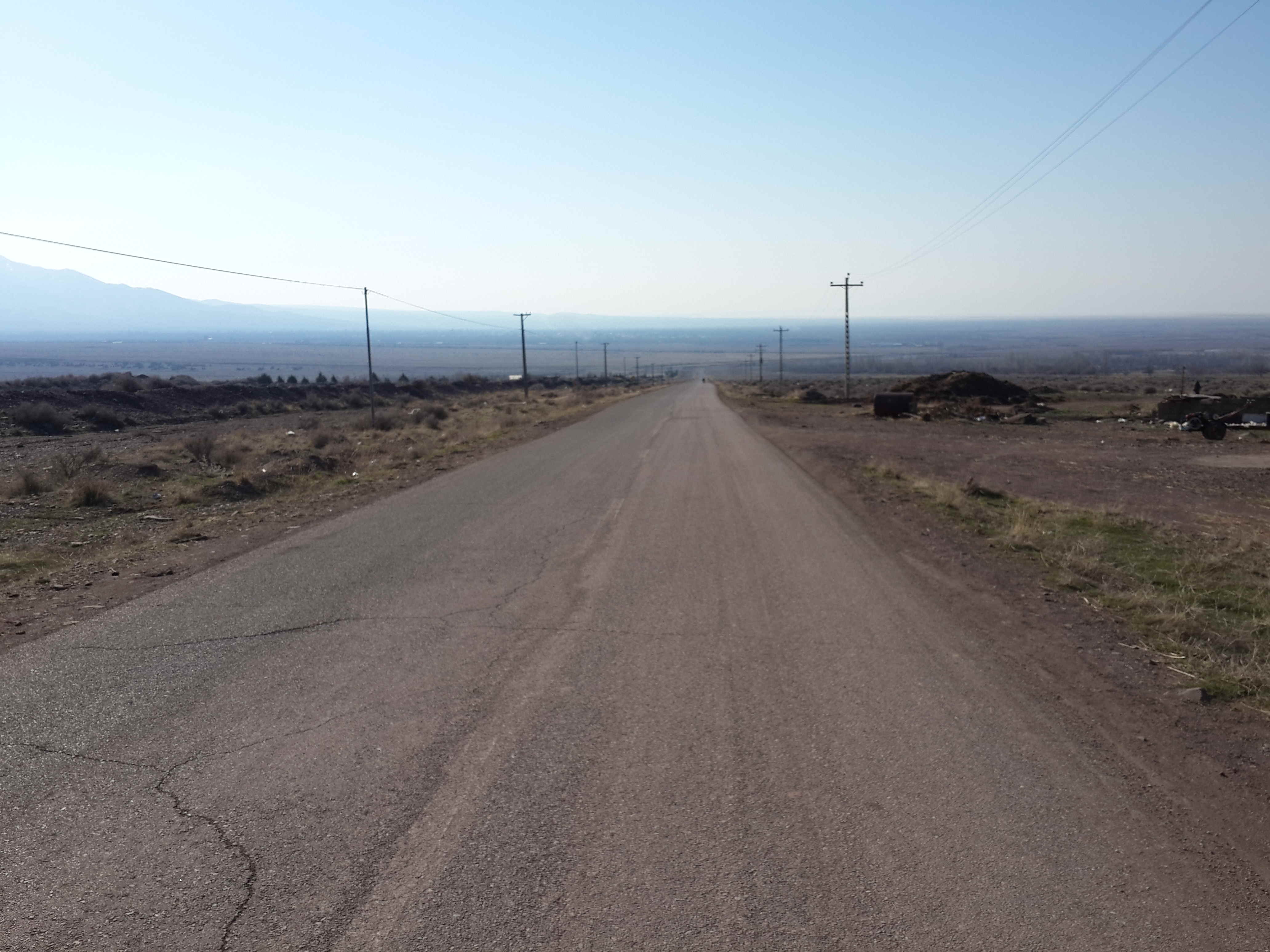
جادهٔ روستای امستجان

- گردو
- گیلاس
- زرشک
- آلبالو
- بادام
- فندق
- زردآلو
- گوجه سبز
- سیب
- هلو و انگور

### فرهنگ
در پنج شنبه‌های آخر هر سال، مردم روستای امستجان در کنار مزار گذشتگانشان برای شادی روحشان فاتحه‌ای می‌خوانند و خیرات می‌کنند. در ایام محرم اهالی روستای امستجان به مساجد می‌آیند و سوگواری می‌کنند و دسته‌ای هزار نفره تشکیل می‌دهند. در شب عید در روستای امستجان مراسم شال اندازی صورت می‌گیرد، که یکی از رسومات کهن این روستا است، 

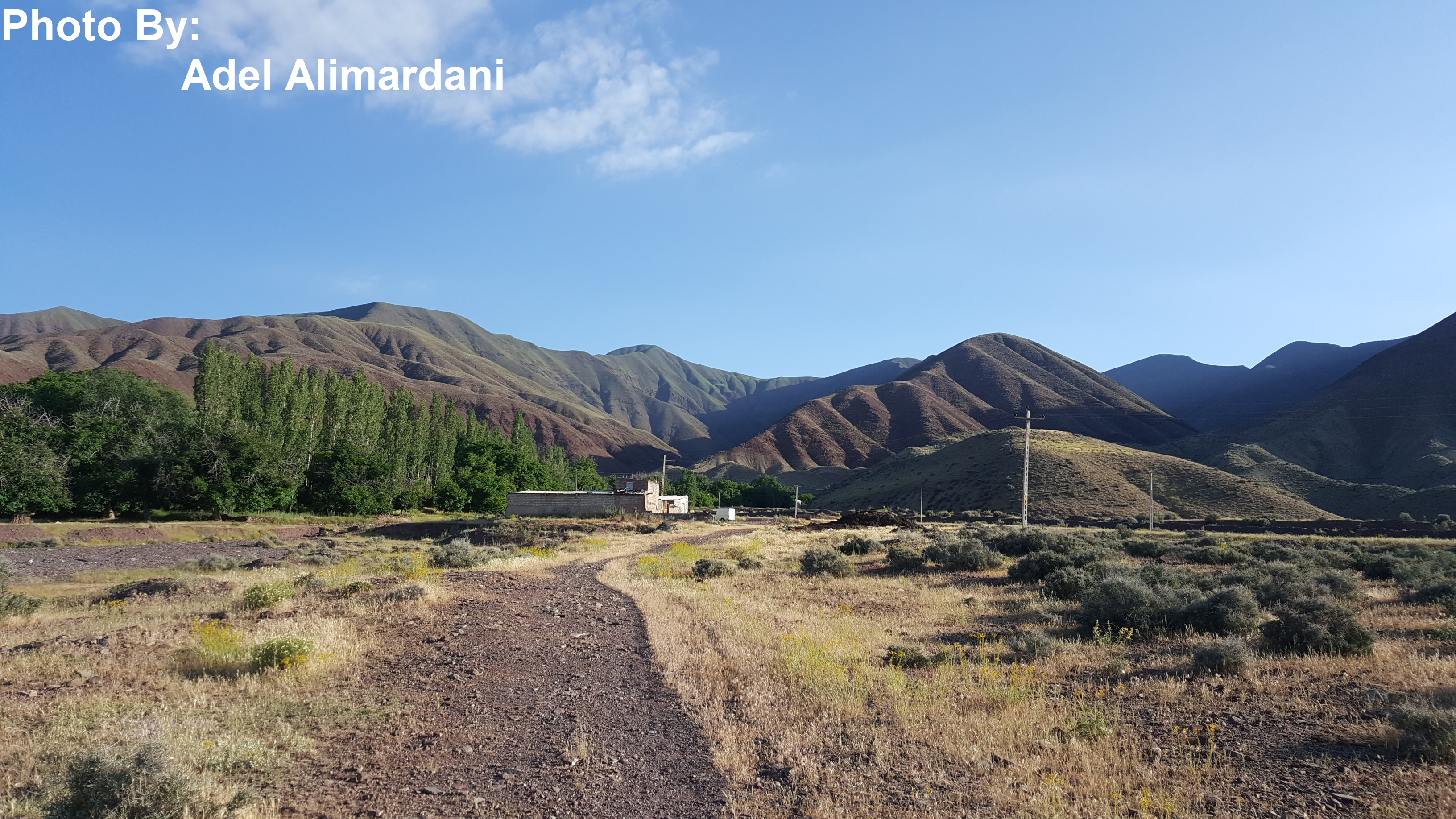
روستای امستجان در فصل تابستان